# 리디아 산호세
리디아 산호세 세구라(스페인어: Lidia San José Segura, 1983년 1월 2일 ~ )는 스페인의 배우이다.